# コンコード (ニューハンプシャー州)

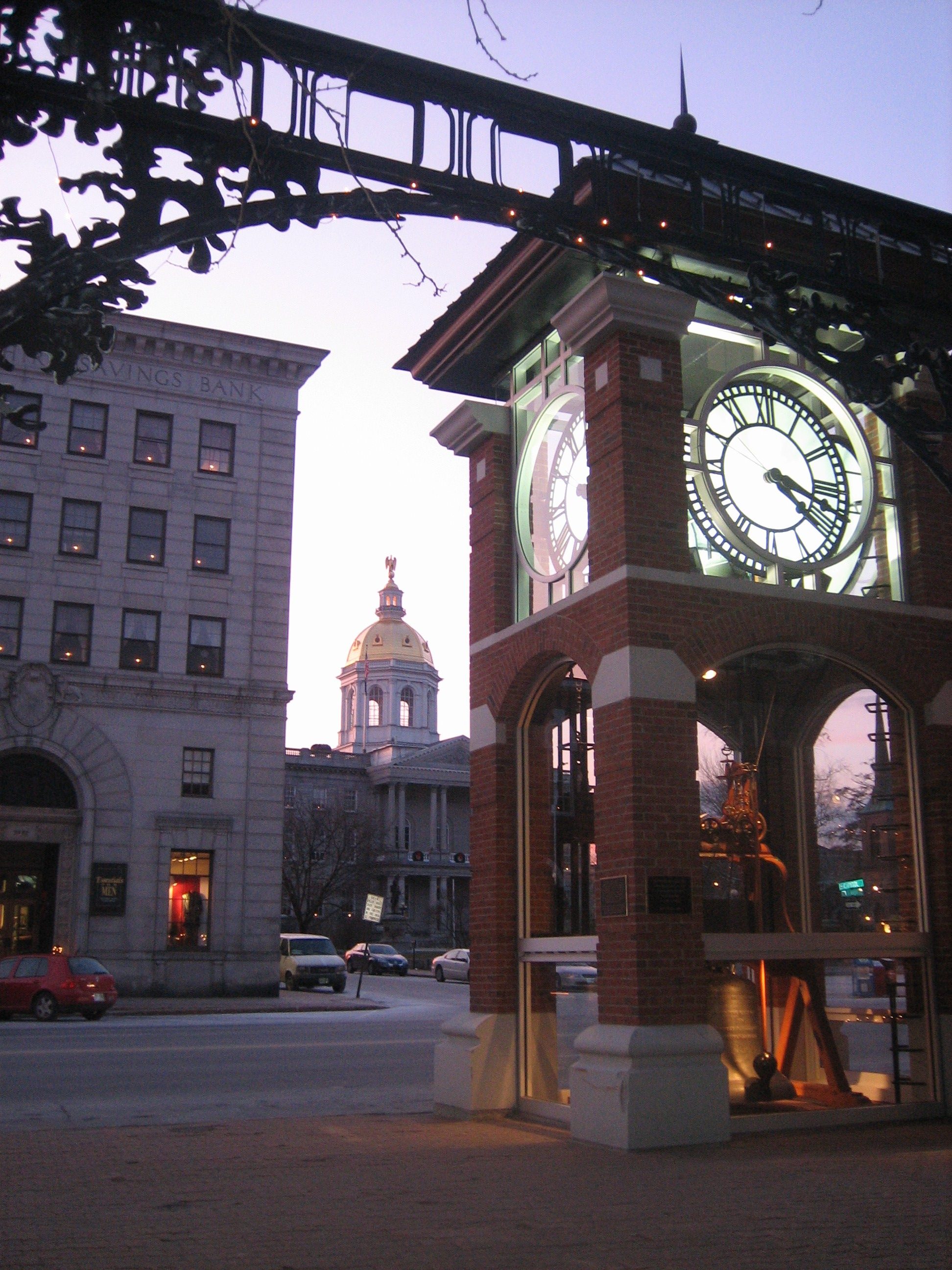
コンコード市街地

コンコード（英: Concord）は、アメリカ合衆国ニューハンプシャー州の州都。同州中南部に位置する。人口4万3976人（2020年国勢調査）の小都市だが、ニューイングランド地方の多くの都市同様、長い歴史と伝統を誇る都市である。同州の最大都市マンチェスターから北に約28km、ボストンからは北北西に約108kmである。

## 歴史
18世紀、メリマック川の河岸のこの一帯に初めて足を踏み入れた入植者はイギリス人であった。1727年にマサチューセッツ州からの入植者がこの地に都市を建設し、ペナクック（Penacook）と名付けた。1733年に正式な市となり、ラムフォード（Rumford）と改名された。1765年に再び改名され、現在のコンコードという市名になった。独立戦争中、コンコードが州の地理重心近くに位置することから理論上の州都とされ、1808年に正式に州都となった。1819年には州会議事堂が完成した。

## 地理
コンコードは、北緯43度12分24秒 西経71度32分17秒 / 北緯43.20667度 西経71.53806度座標: 北緯43度12分24秒 西経71度32分17秒 / 北緯43.20667度 西経71.53806度、海抜288フィート（87.8m）に位置している。
アメリカ合衆国統計局によると、コンコード市は総面積174.9 km2 (67.5 mi2) である。このうち166.5 km2 (64.3 mi2) が陸地で8.4 km2 (3.2 mi2) が水地域である。総面積の4.78%が水地域となっている。

## 名所
- ニューハンプシャー州会議事堂
- クリスタ・マコーリフ・プラネタリウム - 1986年のチャレンジャー号爆発事故で死去したコンコードの教師、クリスタ・マコーリフにちなんで名付けられた。
- ニューハンプシャー歴史博物館
- タック図書館

## 交通
コンコードの玄関口となる空港はマンチェスター市にあるマンチェスター・ボストン地域空港である。コンコード市営空港もあるが、規模が小さく便数も少ない。また、より規模の大きいローガン国際空港を利用する方法もある。
ダウンタウンを州間高速道路93号線が南北に走っている。I-93はニューハンプシャー州を縦貫し、バーモント州北部で州間高速道路91号線と合流する。また、市の南ではI-93がボストンとバーモント州を結ぶ州間高速道路89号線と合流する。
グレイハウンドと提携しているコンコード・トレイルウェイズのバスディーポがある。アムトラックの駅はない。

## 人口動静
2000年国勢調査で、コンコード市は人口40,687人、世帯数16,281、9,622家族が暮らしている。人口密度は244.4人/km2 (632.9人/mi2) である。101.4軒/km2 (262.6軒/mi2) の密度で16,881軒の住宅が建っている。
同市の人口構成を人種別に見ると白人95.52%、アフリカン・アメリカン1.03%、ネイティブ・アメリカン0.29%、アジア人1.47%、太平洋諸島系0.03%、その他の人種0.34%、及び混血1.31%である。人口の1.45%はヒスパニックまたはラテン系である。
同市の16,281世帯のうち、18歳未満の子供がいる世帯は30.6%、結婚・同居している世帯は44.3%、未婚・離婚女性が世帯主である世帯は11.4%、非家族世帯は40.9%である。単身世帯は32.7%、65歳以上の老人1人暮らしの世帯は11.2%である。世帯の平均構成人数は2.30人、家族の平均構成人数は2.95人である。
同市の人口構成を年齢別に見ると18歳未満23.1%、18-24歳8.3%、25-44歳33.0%、45-64歳22.0%、65歳以上13.7%となっている。年齢の中央値は37歳である。性比は女性100人あたり男性98.1人である。18歳以上では女性100人あたり男性は95.0人である。
同市の世帯の収入の中央値は42,447米ドルであり、家族の収入の中央値は52,418米ドルである。収入の中央値を性別で見ると男性35,504米ドルに対して女性は27,348米ドルである。同市の1人当たり収入 (per capita income) は21,976米ドルである。人口の8.0%及び家族の6.2% は貧困線以下である。18歳未満の9.3%及び65歳以上の5.4%は貧困線以下の生活を送っている。